# 통합 러시아

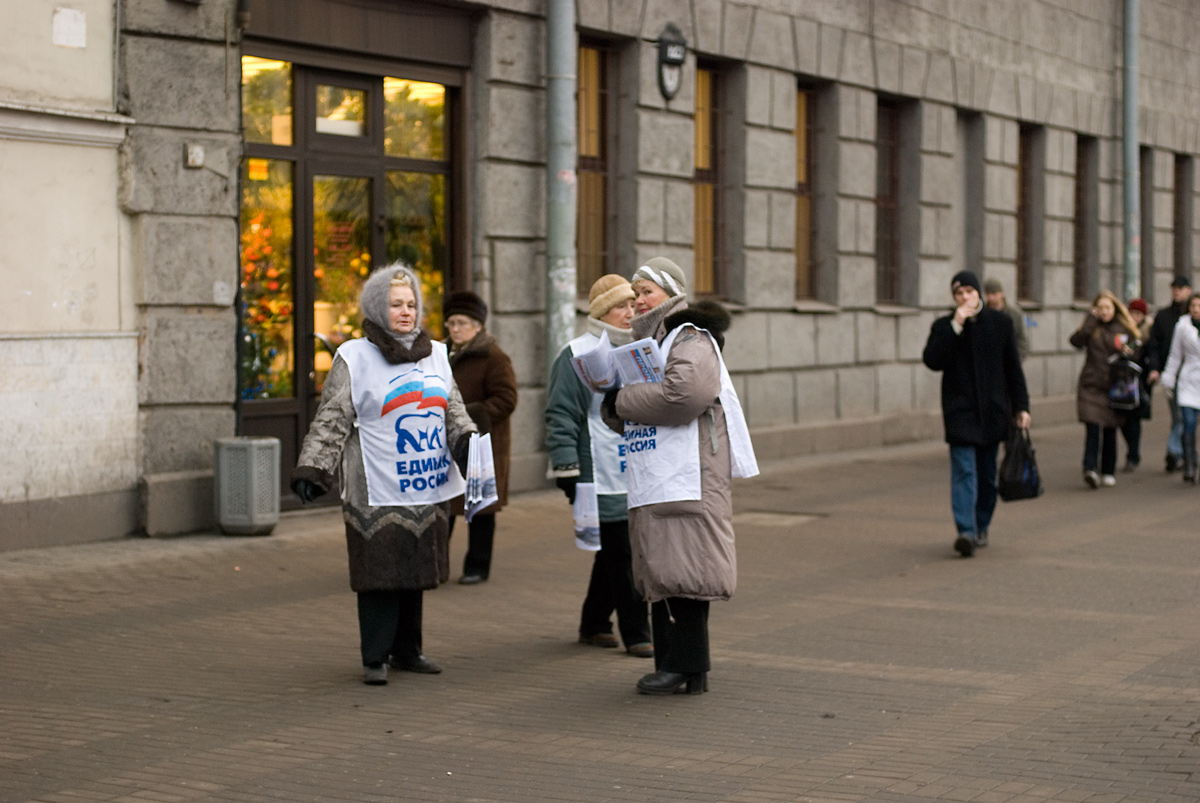
2007년 선거를 맞이하여 활동하고 있던 상트페테르부르크의 통합 러시아 선거 운동가들

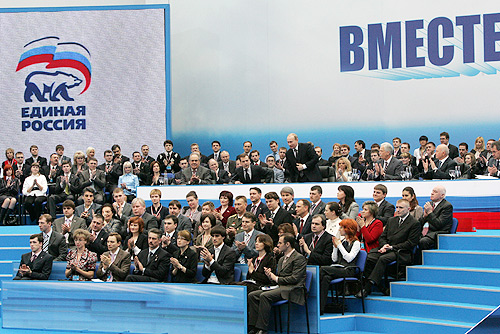
2008년 4월 15일의 블라디미르 푸틴

통합 러시아(러시아어: Единая Россия 예지나야 라씨야[*]는 러시아의 정당이자 집권 여당이다. 현재 국가두마 의석 450석 중 325석을 차지하며 러시아에서 가장 거대한 정당으로 꼽힌다. 통합 러시아당은 2007년부터 현재까지 계속 다수당의 지위를 유지해왔다.
2001년 12월에 '통일 러시아당'과 '조국 - 전 러시아당'이 합당하며 만들어졌다. 통합 러시아당은 푸틴 대통령의 정책들을 지지하는 경향을 강하게 보인다. 당의 지지율은 2007년에 64.4%를 찍으며 최고점을 기록하였으나, 2011년에는 경제 상황 등의 악화로 여론이 안좋아지며 49.32%의 지지율을 기록하였다. 하지만 제 1야당인 러시아 연방 공산당이 19.19%를 기록하면서, 통합 러시아당은 아직까지도 압도적으로 높은 정치세를 구가하고 있다. 2016년에는 54.2%의 지지를 받았다.
통합 러시아당은 뚜렷한 정치 성향은 없지만, 다양한 스펙트럼의 정치인들을 거의 대부분 당원으로 가지고 있기에 대부분의 정치학자들에게는 포괄정당의 취급을 받는다. 다만 2009년에는 러시아식 보수주의를 당 이념으로 내세웠다.러시아의 대통령을 역임한 블라디미르 푸틴이 오랫동안 집권을 하여 현재 여당이다. 우익 포괄정당으로써 러시아를 이끄는 최대 정당이다. 의회에 진출하게 된 유일한 일당제 정당이다.

## 역사
1999년의 국가 두마(하원) 선거 준비를 위해 세르게이 쇼이구 등이 결성한 정당을 "통일 러시아당"이라고 불렀는데, 이 정당은 유리 루시코프 모스크바 시장 등이 결성한 좌익연합 "조국 - 전 러시아당"에 맞서기 위해 크렘린의 지원하에 결성된 것이었다. 참고로 이 두 정당이 2001년 12월 1일에 통합해 성립한 것이 통합 러시아당이다. 다만 당시에는 러시아의 권력자들이 이 정당에 큰 기대를 걸지 않았는데, 보리스 옐친 대통령의 인기가 바닥을 찍던 시절이었고, 푸틴도 이때까지 정당에 모습을 드러내지 않았기에 크렘린의 지원이 있다 할지라도 국민들의 마음을 얻기 힘들 것이라고 짐작했기 때문이었다. 새로 창당된 통일 러시아당은 실용주의에 초점을 맞추어 인심을 얻으려 노력하였고, 세르게이 쇼이구를 새 당대표로 선출하였다.

### 1999년 두마 선거
심지어 당을 창당한 사람들도 통일 러시아당의 선전을 기대하지 않았던 반면, 통일 러시아당은 이후 돌풍을 일으키며 전국에서 23.3%의 지지율을 얻어냈고, 러시아 연방 공산당의 24.3%를 아슬아슬하게 1%p 차이로 추격하였다. 이 때 당시 총리였던 푸틴의 인기가 크게 작용하였고, 이 선거 결과로 인해 대부분의 사람들이 푸틴이 2000년 대선에서 승리할 것이라는 것을 점치게 하였다. 옐친 대통령 또한 1999년 12월 31일에 대통령직을 사임하며 푸틴의 출마에 힘을 실어주었다.

### 통합 러시아당 창당
원래 통일 러시아당은 '조국 - 전러시아당'의 약진을 막기 위해 일시적으로 만들어진 정당이었던 반면, 통일 러시아당이 선거에서 크게 선전하자 권력자들은 통일 러시아당을 영구적인 정당으로 만들려고 하였다. 거의 대부분의 무소속 의원들이 새로운 신당의 창립에 협조할 것을 요구받았고, '조국 - 전러시아당'의 의원들도 신당 창당에 협조하기 시작하였다. 2001년 4월에 조국 - 전러시아당과 통일 러시아당의 당대표가 함께 합당하였으나 러시아 농업당의 일부도 합당하여 새로운 정당, 즉 통합 러시아당을 만들기로 발표하며 본격적으로 통합 러시아당이 만들어지게 된다.
1990년대까지 자본주의 대 공산주의 식의 정치 구도가 형성되었던 것과는 달리, 1999-2000년에 푸틴이 국민들에게 본격적으로 홍보하기 시작한 것은 바로 그의 안정성이었다. 당시 러시아 국민들은 소련 붕괴 이후 계속된 혼란에 지쳐있었고, 푸틴은 안정성을 자신의 강점으로 홍보하며 국민들의 지지를 받게 된다.
2003년 1월 13일, 통합 러시아당의 당원은 257,000명을 돌파하였다.

### 2003년 두마 선거
통합 러시아당은 2003년 총선에서 37.6%를 득표하며 원내 1당이 되었다. 또한 푸틴 대통령의 첫 임기 기간 동안 러시아는 점차적으로 경제적 혼란을 극복하며 성장해나가는 모습을 보여주게 된다. 이에 따라 푸틴의 지지율도 함께 올라가 거의 70%를 찍었다. 다만 이와 같은 경제 성장이 산업면에서의 순수한 성장이 아니라 석유, 가스, 광물들과 같은 자원들의 가격들이 올라가면서 일어난 것이라는 점에는 그 한계점이 있다.
통합 러시아당이 의회의 다수당이 됨에 따라 법안들의 통과율이 상당히 올라가게 되었다. 1996년에서 1999년까지 대통령이 서명한 법안들의 76%만이 겨우 의회를 통과함과 달리, 푸틴의 임기 동안은 이 비율이 거의 93%까지 올라갔다. 옐친 대통령이 종종 주요 결정들을 내리기 위해 대통령 권한을 사용해야 했던 것과는 달리, 푸틴 대통령은 거의 대통령 권한을 사용할 필요조차 없이 자신의 뜻을 이룰 수 있었다. 이는 푸틴의 대대적 경제 개혁들을 가능케 해주었고, 소득세 완화, 노동 시장 유연화, 공기업들의 민영화 등이 빠른 속도로 이루어졌다.
한편 통합 러시아당의 약진은 주변 야당들의 잦은 실책 탓도 있다. 야블로코와 우파 연합은 심지어 푸틴보다도 자기들끼리 질타하는 것에 초점을 두었으며, 이는 진보 성향의 유권자들이 통합 러시아당에게 투표하는 것을 부추기는 역효과만 내게 되었고, 결국 이는 푸틴 대통령의 경제 개혁에 크게 일조하였다. 야당 세력들은 2003년에서 대패하였는데, 러시아 연방 공산당은 113석에서 52석으로 추락하였으며, 야블로코와 우파 연합은 5%의 의석을 차지하는 것도 실패하고 말았다.

### 청년 근위대 창설
2005년에 통합 러시아는 산하에 통합 러시아 청년 근위대를 창설하며, 청년 조직을 발족시켰다.

### 2007년 두마 선거
경제가 지속적으로 성장하고, 푸틴 대통령이 국민들이 싫어하는 몇몇 올리가르히들을 처벌하는 등의 행보를 펼피며 여전히 시민들 사이에서 높은 인기를 구가함에 따라, 푸틴 대통령은 2004년 대선에서 71%라는 압도적인 지지율로 또다시 대통령직에 오르게 된다. 2007년에 있었던 총선에서도 통합 러시아당이 크게 승리하였는데, 제 1야당인 러시아 연방 공산당이 11.57%의 의석을 차지한 반면 통합 러시아당이 64.3%의 의석을 차지하였다. 이에는 푸틴 대통령이 당시 통합 러시아당 소속이었던 것도 큰 역할을 하였다. 2007년 선거 기간 동안, 통합 러시아당은 러시아 헌법에서 금지한 부정 선거 행위를 한 혐의로 법원에 기소된 바 있다.
2007년 총선 이후, 러시아 두마에서 의결되는 법안들이 대부분 크게 전환되었는데, 반-테러 법안, 사회 복지 법안, 공기업 건설과 같은 법안들의 수들이 크게 증가하였고, 경제 개혁과 관련된 법안들의 수들은 크게 감소하였다.

### 메드메데프/푸틴: 2008-2012년
2008년 러시아 대선 때, 통합 러시아당은 드미트리 메드베데프를 푸틴을 계승하는 '정통' 후계자로 내세웠다. 메드베데프는 푸틴 당시 대통령의 공식적인 지지를 얻어냈고, 이에 힘입어 크게 승리하였다.
2003년 총선에서 37.6%를 득표, 원내 제 1당이 되었고, 2007년 총선에서는 450석 중 315석을 확보하며 대승을 거두었다.
블라디미르 푸틴 대통령의 제1기 임기 기간(2000년~2008년) 중에도 사실상 여당이었으나, 정작 푸틴은 통합러시아당에 가입하지 않고 있었다가 대통령 임기가 끝난 2008년에 정식 입당, 5월 7일에 당수에 선출되었다. 2012년에 푸틴이 제2기 대통령에 당선된 후 5월 26일 드미트리 메드베데프가 새로운 당수로 선출되었다.

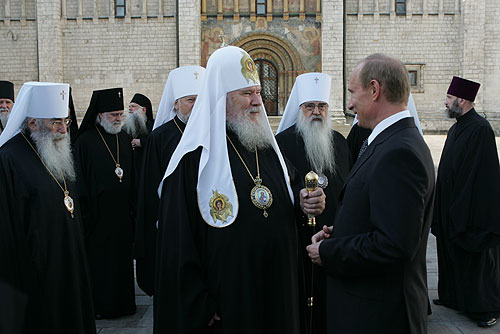
러시아 주교와 푸틴 대통령

## 성향
통합 러시아는 일관성 있는 이념 없이, 다양한 정치성향을 가지고 행정부를 지원하는 정치인들과 공무원들을 포용하고 있는 '포괄정당'으로 분류되기도 한다. 2003년에 통합 러시아에서 제출한 선거용 보고서에 의하면, 통합 러시아가 러시아에서 이토록 큰 세를 구가할 수 있었던 이유는 빈부격차를 최소화하고, 세대갈등, 사회와 경제 격차 등을 크게 줄이기 위해 일조했기 때문이라는 내용이 있다. 통합 러시아당에 의하면, 경제 체제는 국가의 통제와 시장 경제가 서로 혼합된 체제여야만 하며, 혜택을 적게 받는 자들에게 더 많은 지원이 필요하다고 한다. 통합 러시아당은 '좌파'와 '우파'의 존재를 부인하며, 자신들은 사회의 모든 구성원들을 아우를 수 있는 오직 '중도' 정당이라고 자부한다. 또한 실용주의와 반급진주의를 추구하며, 자신들이 차르 시대와 공산당 시대를 모두 잇는 실로 정통성 있는 존재라고 주장하고 있다. 참고로 통합 러시아 당의 오랜 모토는 '실용적인 정당'이기도 하다.
통합 러시아 당은 블라디미르 푸틴 대통령의 모든 정책을 전폭적으로 지지하며, 이는 푸틴 대통령이 아무 반발없이 국정을 추진해나갈 수 있는 동력이 되어주었다. 참고로 러시아의 정치인 블라디스라브 수르코프는 '주권적 민주주의'(Sovereign Democracy)를 러시아 특유의 정치색이라고 주장하였는데, 이후 이 단어를 푸틴 대통령을 포함한 당의 핵심 인사들이 자주 사용하며 당의 비공식적인 정책 방침으로 여겨지기도 하였다. 통합 러시아당은 유럽 연합의 공산주의 공화국들의 범죄를 규탄하는 내용의 법안 의결에 반대표를 행사하기도 하였는데, 이는 해당 공화국들의 인권 범죄 행위에 대해서는 숙고의 여지가 남아있다는 이유에서였다.
최근 통합 러시아는 일부 사회, 경제 이슈에 관하여 보수적인 입장을 취하고 있다. 푸틴 대통령은 세계주의와 자유주의 무역을 비판하였으며, 과학의 무분별한 진보와 기술의 발전이 사회의 분열을 초래하고 있다고 주장한 바 있다. 푸틴은 뜻을 같이하는 문학가들과 작가들을 모아 새 모임을 만들었으며, 이를 통해 자신의 입지를 굳히는데 활용하고 있다. 예를 들어 2012년에 창립된 이즈보스키 클럽은 러시아 국수주의를 표명하며, 러시아의 역사적인 영광을 되찾기 위해 노력하고자 하며, 자유주의적인 정치관, 경제관 등을 강력히 비판한다.
문화적인 부분에서는 러시아 정교회와 굉장히 친밀한 관계를 보이고 있다. 모스크바의 총대주교가 러시아의 크림 반도와 우크라이나 내 영향력 확대에 도움을 주었다는 말도 있으며, 뉴욕 타임스는 2016년 9월에 러시아 정교회의 방침들이 어떻게 정부의 보수적인 정책들을 지지해주었는지에 대한 기사를 작성한 바 있다.
러시아 정교회는 동성애를 영원한 적으로 규정하며, 개인의 권리를 가족, 사회, 국가 등 공동체의 위에 올려놓으려는 그 어떠한 시도도 용납치 않으며, 우리는 안식을 추구하는 모든 러시아인들의 진정한 동료로서 자유주의 세계가 세계화, 다문화주의, 동성애자의 권리 증진과 같은 비가치들을 통하여 우리의 전통과 문화를 파괴하는 것을 막기 위하여 최선을 다할 것이다.— 러시아 모스크바 총대주교 명의

### 외부의 평가
러시아 외부에서는 통합 러시아가 단순히 '대통령의 권력을 수호하기 위한 정당'이라고 여겨지는 경우가 상당히 많다. 러시아 절대다수의 유력 정치인사들이 이 당에 속해 있으며, 또한 통합 러시아당이 절대 푸틴 대통령의 방침에 반대한 적이 없기 때문이기도 하다. 그렇기에 때때로 외신에서는 '공립 정당'(Public Party), 혹은 '행정부 정당'(Administration Party), 권력의 정당(Party of Power)로 불리기도 한다.

## 비판
미하일 고르바초프 전(前) 소련 대통령은 2009년 "통합 러시아당은 소련 공산당의 다운그레이드판"이라고 비판하였다. 한 선관위 관계자는 2011년 총선거에서 부정선거가 실행되었다는 폭로를 제기했는데, 이 과정에서 러시아 연방 공산당 등 야권도 동참하였다고 한다. 2012년 러시아 대통령 선거에서, 체첸 공화국의 어느 투표소에서는 블라디미르 푸틴 후보가 107%의 득표를 하며, 부정선거의 의혹을 받은 바 있다.통합 러시아당은 이 외에도 러시아에 만연한 부정부패의 원인이라는 점에서 '도둑과 사기꾼들의 정당'이라고 곧잘 불리며, 민주주의를 억압하고 권력을 독점하여 부정을 저지르고 있다는 평가를 듣기도 한다. 다만 블라디미르 푸틴 대통령은 이와 같은 부정부패가 단순히 한 정당에만 국한된 일이 아니며, 이를 통합 러시아당에만 책임을 물을 수는 없다는 입장이다. 2011년 11월의 여론조사에 의하면, 러시아인들의 3분의 1 이상이 통합 러시아당이 부패했다고 생각한다고 한다.
그들은 통합 러시아당이 부정부패로 얼룩졌다고 말합니다. 하지만 이는 특정 정당과 관련된 통념이 아니라, 정치의 속성 자체와 관련된 통념일 뿐입니다... 가장 중요한 것은 집권 정부가 이러한 것들에 어떻게 대처하느냐일 것입니다.— 블라디미르 푸틴 러시아 대통령

## 역대 당수
| #   | 대표                | 기간                  | 비고 |
| --- | ------------------- | --------------------- | ---- |
| 1대 | 세르게이 쇼이구     | 2001년부터 2004년까지 |      |
| 2대 | 보리스 그리즐로프   | 2004년부터 2008년까지 |      |
| 3대 | 블라디미르 푸틴     | 2008년부터 2012년까지 |      |
| 4대 | 드미트리 메드베데프 | 2012년부터 현재까지   |      |

## 역대 원내대표
| #   | 대표                  | 기간                  | 비고 |
| --- | --------------------- | --------------------- | ---- |
| 1대 | 보리스 그리즐로프     | 2003년부터 2011년까지 |      |
| 2대 | 안드레이 보로비요프   | 2011년부터 2012년까지 |      |
| 3대 | 블라디미르 바실리예프 | 2012년부터 2017년까지 |      |
| 4대 | 세르게이 네베로프     | 2017년부터 2021년까지 |      |
| 5대 | 블라디미르 바실리예프 | 2021년부터 현재까지   |      |

## 역대 대통령 선거결과
| 실시년도 | 대통령 후보                                              | 1차투표 득표수 | 1차투표 득표율 | 2차투표 득표수 | 2차투표 득표율 |
| -------- | -------------------------------------------------------- | -------------- | -------------- | -------------- | -------------- |
| 2004년   | 블라디미르 푸틴                                          | 49,565,238     | 71.3% (#1)     |                |                |
| 2008년   | 드미트리 메드베데프                                      | 52,530,712     | 71.2% (#1)     |                |                |
| 2012년   | 블라디미르 푸틴                                          | 46,602,075     | 63.6% (#1)     |                |                |
| 2018년   | 블라디미르 푸틴 (무소속으로 출마, 통합 러시아당이 지지.) | 56,430,712     | 76.69% (#1)    |                |                |
| 2024년   | 블라디미르 푸틴 (무소속으로 출마, 통합 러시아당이 지지.) | 76,277,708     | 87.28% (#1)    |                |                |

## 역대두마총선거 결과
| 년도   | 대표                | 득표       | 백분율 | 의석      | 비고        |
| ------ | ------------------- | ---------- | ------ | --------- | ----------- |
| 2003년 | 보리스 그리즐로프   | 22,779,279 | 37.6%  | 223 / 450 | 1위         |
| 2007년 | 보리스 그리즐로프   | 44,714,241 | 64.3%  | 315 / 450 | 압도적 다수 |
| 2011년 | 블라디미르 푸틴     | 32,448,000 | 49.3%  | 238 / 450 | 다수        |
| 2016년 | 드미트리 메드베데프 | 28,271,600 | 54.2%  | 343 / 450 | 압도적 다수 |
| 2021년 | 드미트리 메드베데프 | 28,064,258 | 49.82% | 324 / 450 | 압도적 다수 |

## 같이 보기
- 더불어민주당
- 세르비아 진보당

## 참조
1. ↑  Laruelle, Marlène (2009). 〈Nationalism as Conservative Centrism: United Russia〉. 《In the Name of the Nation》. New York: Palgrave Macmillan. 119–152쪽. doi:10.1057/9780230101234_5. ISBN 978-1-349-38117-3.
2. ↑  “The History Of The Party”. United Russia. 2017년 5월 8일에 원본 문서에서 보존된 문서. 2017년 12월 25일에 확인함.
3. ↑  “In the Kremlin told about the right shift of "United Russia"”. RBK Group. 2017년 12월 25일에 확인함.
4. ↑  Chen, Cheng (2016). 《The Return of Ideology: The Search for Regime Identities in Postcommunist Russia and China》. University of Michigan Press. 87쪽. ISBN 978-0-472-11993-6. 2017년 10월 30일에 확인함.
5. ↑  Finn, Peter (2007년 10월 26일). “Kremlin-Backed Opposition Party Foundering as Elections Loom”. 《The Washington Post》. 2018년 3월 27일에 원본 문서에서 보존된 문서. 2018년 3월 27일에 확인함. 'As of today, we are truly an opposition party,' Mironov told reporters the day after Putin informed a United Russia congress that he would lead the party at the polls. 'And the president's support consists only of this: He agrees that Russia needs not only the right-wing United Russia but also a powerful socialist or social democratic party. And we don't need any more from him. The rest we'll do ourselves, relying on the support of our voters.'
6. ↑  Borisov, Sergey (2009년 11월 23일). “United Russia 'determined itself as a right-wing party'”. 《RT》. 2017년 7월 29일에 원본 문서에서 보존된 문서. 2018년 3월 27일에 확인함. Having called themselves "conservatives," the members of United Russia "have simply determined their place" as a right-wing party, political scientist Dmitry Travin said. That means that they are "politicians who defend values of the market economy based on national traditions," Rosbalt news agency quoted him as saying.
7. ↑  Paulo Vicente Alves (2014). 《Emerging Markets Report》 1판. AVEC Editora. ISBN 9788567901053. 2018년 3월 27일에 확인함. Here are the two main parties, the "Right-Wing" United Russia and the "Statist" CPRF (Communist Party). United Russia was created in 2001 from the union of the Unity and Fatherland parties. Their "Right-Wing" position in the frontier of "Leftist" groups shows how hard it is to define United Russia but it is definitely trying to move Russia toward capitalism with stability.
8. ↑  ИНФОРМАЦИЯ о численности членов Всероссийской политической партии "ЕДИНАЯ РОССИЯ" в каждом из ее региональных отделений (по состоянию на 1 января 2011 года) [Information on the number of members of the political party "UNITED RUSSIA" in each of its regional offices (as at 1 January 2011)] (러시아어). minjust.ru. 2011년 2월 1일. 2012년 10월 25일에 원본 문서 (DOC)에서 보존된 문서. 2015년 3월 30일에 확인함.
9. ↑  Roberts, S. P. (2012). 《Putin's United Russia Party》. Routledge Series on Russian and East European Studies. Routledge. p189쪽. ISBN 9781136588334.
10. ↑  Way, Lucan (2010), “Resistance to Contagion: Sources of Authoritarian Stability in the Former Soviet Union”, 《Democracy and Authoritarianism in the Postcommunist World》 (Cambridge University Press), 246–247쪽
11. ↑  고르바초프, 푸틴의 통합 러시아당 비판해 뉴시스, 2009년 3월 6일
12. ↑  “통합러시아당, 총선 전에 득표율 미리 협의했다”… 모스크바 선관위 관계자 부정선거 실태 폭로, 국민일보 2011년 12월 7일
13. ↑  푸틴, 체첸에서 득표율 107%...어떻게 가능했을까? 머니투데이, 2012년 3월 7일
14. ↑  United Russia to have 238 seats at new State Duma 보관됨 2016-10-01 - 웨이백 머신. itar-tass.com (2011-12-06)